# American Soccer League Autunno 1930
Il Campionato dell'American Soccer League Autunno 1930 fu l'11º campionato della lega e il 32º di prima divisione statunitense di calcio.

## Squadre
Le difficoltà finanziarie continuarono a rendere il campionato difficoltoso caratterizzato da avvicendamenti e ritiri: il nuovo ingresso dei Bridgeport Hungaria (poi trasferiti a Newark) ebbe poca durata, sostituiti dai Newark Americans. La girandola di nuove denominazioni causò un fatto inusuale: New York Giants cambiarono denominazione in New York Soccer Club, questo allettò il presidente dei New York Nationals, Charles Stoneham (già proprietario della squadra di baseball dei New York Giants), che rinominò la società in New York Giants.
| Stato         | Squadra              | Città/Area        |
| ------------- | -------------------- | ----------------- |
| Massachusetts | N. Bedford Whalers   | New Bedford       |
| Massachusetts | Fall River           | Fall River        |
| New York      | Brooklyn Wanderers   | Brooklyn-New York |
| New York      | Hakoah All-Stars     | New York          |
| New York      | New York Giants      | New York          |
| New York      | New York Soccer Club | New York          |
| Rhode Island  | Gold Bugs            | Providence        |
| Rhode Island  | Pawtucket Rangers    | Pawtucket         |
| New Jersey    | Newark Americans     | Newark            |

## Campionato

### Classifica finale
|   | Squadra              | G  | V  | N | P  | GF | GS | Pt | Per. |
| - | -------------------- | -- | -- | - | -- | -- | -- | -- | ---- |
| 1 | Fall River           | 27 | 13 | 8 | 6  | 54 | 43 | 34 | .630 |
| 2 | N. Bedford Whalers   | 30 | 15 | 6 | 9  | 75 | 62 | 36 | .600 |
| 3 | Hakoah All-Stars     | 27 | 10 | 8 | 9  | 40 | 42 | 28 | .519 |
| 4 | Newark Americans     | 28 | 11 | 6 | 11 | 62 | 55 | 28 | .500 |
| 5 | New York Soccer Club | 27 | 12 | 3 | 12 | 51 | 55 | 27 | .500 |
| 6 | Gold Bugs            | 29 | 12 | 3 | 14 | 46 | 29 | 27 | .466 |
| 7 | Brooklyn Wanderers   | 30 | 10 | 7 | 13 | 57 | 58 | 27 | .450 |
| 8 | New York Giants      | 31 | 9  | 7 | 15 | 64 | 86 | 27 | .435 |
| 9 | Pawtucket Rangers    | 31 | 0  | 8 | 14 | 54 | 26 | 26 | .419 |

#### Verdetti
Fall River Campione degli Stati Uniti Autunno 1930